# 에이스항공
에이스항공(Ace Air)은 대한민국의 소형 항공기 운항 항공사이다.

## 역사
2004년 설립되었고, 항공기사용사업자 면허로 화물운송사업을 해 오다가 2009년 12월 9일 소형항공운송사업을 승인받아 여객운송사업을 시작하였다. 2010년 7월 15일 서울(김포) ~ 무안 간을 주 5회 취항하였으나 전라남도와 보조금 지급 협상 결렬로 같은 해 10월 21일 단항하였다. 2011년 2월 4일부터 포항 ~ 여수 간을 하루 3회 취항했으나 낮은 수요로 하루 1회로 감편되었다. 같은 해 6월 3일 편명공유 형태로 운항에 참여하던 에버그린에어(현 블루에어라인)이 편명공유 좌석분에 대한 입금을 중단하자 운항을 중단했다. 2015년 9월 현재 에이스항공은 정기, 계획 부정기 운항 노선이 없다.